# محمد الشاعري
محمد يحيى الشاعري مواليد 11 يوليو 2003 في السعودية، هو لاعب كرة قدم سعودي يلعب لنادي الحزم.